# Paltostoma parviceps
Paltostoma parviceps är en tvåvingeart som beskrevs av Alexander 1953. Paltostoma parviceps ingår i släktet Paltostoma och familjen Blephariceridae.
Artens utbredningsområde är Peru. Inga underarter finns listade i Catalogue of Life.